# Resolutie 2167 Veiligheidsraad Verenigde Naties
Resolutie 2167 van de Veiligheidsraad van de Verenigde Naties werd op 28 juli 2014 unaniem aangenomen door de VN-Veiligheidsraad. De resolutie vroeg dat regionale organisaties, met de Afrikaanse Unie in het bijzonder, partnerschappen ontwikkelden met elkaar en de VN om beter te kunnen ingrijpen bij gewelddadige conflicten.

## Inhoud
Regionale organisaties zijn goed geplaatst om de oorzaken van conflicten te begrijpen door hun kennis van de regio, wat voordelig kan zijn bij pogingen om die conflicten op te lossen. Het is van nut partnerschappen tussen de VN en deze organisaties te ontwikkelen om snel op conflicten en crises te reageren en de rol van de VN in het voorkomen van conflicten te versterken.
Regionale organisaties speelden reeds hun rol, onder meer door VN-vredesoperaties ter plaatse voor te bereiden, maar ook door zelf vredesinitiatieven te nemen. Zo'n partnerschap had de VN reeds met de Afrikaanse Unie en moest de AU bijstaan met onder meer het hervormen van leger en politie, heropbouw, de bescherming van burgers en het tegengaan van seksueel geweld. Er bestond reeds een sterk samenwerkingsverband tussen de VN, de AU en de Europese Unie, die bijdroeg aan de versterking van de capaciteiten van de AU.
Een groot probleem bij sommige organisaties, en in het bijzonder de AU, was het vinden van voldoende middelen. Men was van plan de samenwerking met de AU en ook andere organisaties te verbeteren op het vlak van het tijdig opmerken van ontluikende conflicten, preventie en vredeshandhaving en -opbouw, alsook zorgen voor een coherente gezamenlijke inspanning. Het was ook van belang dat regionale organisaties in staat waren snel vredesmachten uit te sturen ter ondersteuning van VN-operaties.
De secretaris-generaal werd gevraagd samen met de AU lessen te trekken uit de overgang van een AU- naar een VN-operatie in Mali, waar de Veiligheidsraad dan in het vervolg rekening mee kon houden.
Regionale organisaties hadden de verantwoordelijkheid voldoende mensen, geld en andere middelen op te halen bij het lidstaten en partners. De financiering van vredesoperaties moest worden verbeterd. Bij de lidstaten en internationale organisaties werd erop aangedrongen bij te dragen aan de versterking van regionale organisaties, en de AU in het bijzonder.

## Verwante resoluties
- Resolutie 1809 Veiligheidsraad Verenigde Naties (2008)
- Resolutie 2033 Veiligheidsraad Verenigde Naties (2012)
- Resolutie 2171 Veiligheidsraad Verenigde Naties

Lijst ·  2133 ·  2134 ·  2135 ·  2136 ·  2137 ·  2138 ·  2139 ·  2140 ·  2141 ·  2142 ·  2143 ·  2144 ·  2145 ·  2146 ·  2147 ·  2148 ·  2149 ·  2150 ·  2151 ·  2152 ·  2153 ·  2154 ·  2155 ·  2156 ·  2157 ·  2158 ·  2159 ·  2160 ·  2161 ·  2162 ·  2163 ·  2164 ·  2165 ·  2166 ·  2167 ·  2168 ·  2169 ·  2170 ·  2171 ·  2172 ·  2173 ·  2174 ·  2175 ·  2176 ·  2177 ·  2178 ·  2179 ·  2180 ·  2181 ·  2182 ·  2183 ·  2184 ·  2185 ·  2186 ·  2187 ·  2188 ·  2189 ·  2190 ·  2191 ·  2192 ·  2193 ·  2194 ·  2195